# Stephanie Glax

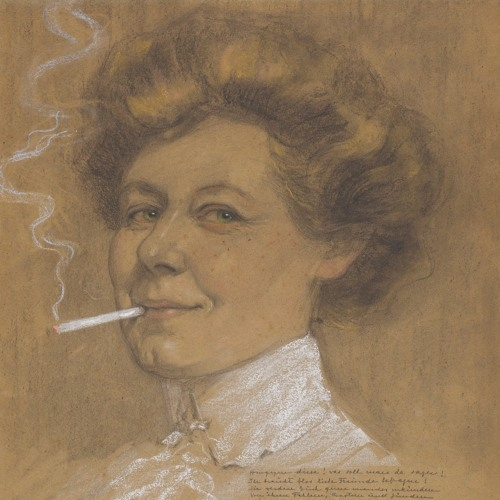
Selbstporträt von Stephanie Glax (um 1908, Kohle und Kreide auf Papier)

Stephanie Glax, verh. de Stadler (* 3. Juli 1876 in Rohitsch-Sauerbrunn; † 28. Februar 1952 in Mailand), war eine österreichische Grafikerin, Zeichnerin, Illustratorin und Malerin.

## Leben
Stephanie Glax war die älteste von drei Töchtern des Balneologen Julius Glax und dessen Ehefrau Hermine Glax, geb. Geržabek. Sie wurde 1876 in der untersteiermärkischen Kleinstadt Rohitsch-Sauerbrunn geboren, wo ihr Vater als Badearzt tätig war. 1887 zog die Familie nach Abbazia in Istrien. An dessen Ausbau zum international bekannten österreichischen Kurort war Julius Glax als dirigierender Arzt der neu entstehenden Kuranstalten wesentlich beteiligt.
Von 1896 bis 1900 studierte Stephanie Glax an der Kunstgewerbeschule in Wien, wo sie die Fachklasse für Malerei bei Franz Matsch und die Fachklasse für dekorative Malerei bei Felician Myrbach besuchte. Außerdem belegte sie 1897/1898 einen Sonderkurs für Illustration. Von 1900 bis 1904 setzte sie ihre Studien bei Angelo Jank an der Damenakademie in München und in Paris fort.
Bereits als Studentin erhielt Glax erste Aufträge für Werbe- und Geschäftsgrafiken von in Abbazia ansässigen Betrieben. Später war sie auch als Illustratorin für verschiedene Zeitschriften wie die Fliegenden Blätter tätig. 1900, 1902 und 1908 stellte sie zusammen mit Anna Lynker und Leo von Littrow in Abbazia aus, ebenso 1910 in Koper. Weiters präsentierte sie ihre Werke unter anderem 1904 im Salon Pisko und hatte 1914 eine Einzelausstellung im Kunstsalon Heller in Wien. Ab 1907 beschickte sie Ausstellungen der Vereinigung Bildender Künstler Steiermarks, deren sie Mitglied sie 1909 wurde. Zudem gehörte sie der Vereinigung bildender Künstlerinnen Österreichs an. In Mitgliederverzeichnissen der VBKÖ (1910 und Folgejahre) ist Abbazia als ihr Wohnort angegeben.
Glax heiratete 1919 August de Stadler, der von 1928 bis 1936 Bürgermeister von Abbazia war. Danach zog sie mit ihm und seiner Tochter aus erster Ehe von Abbazia zunächst nach Venedig und 1941 nach Mailand. Dort starb Stephanie Glax 1952 im Alter von 75 Jahren.

## Werk

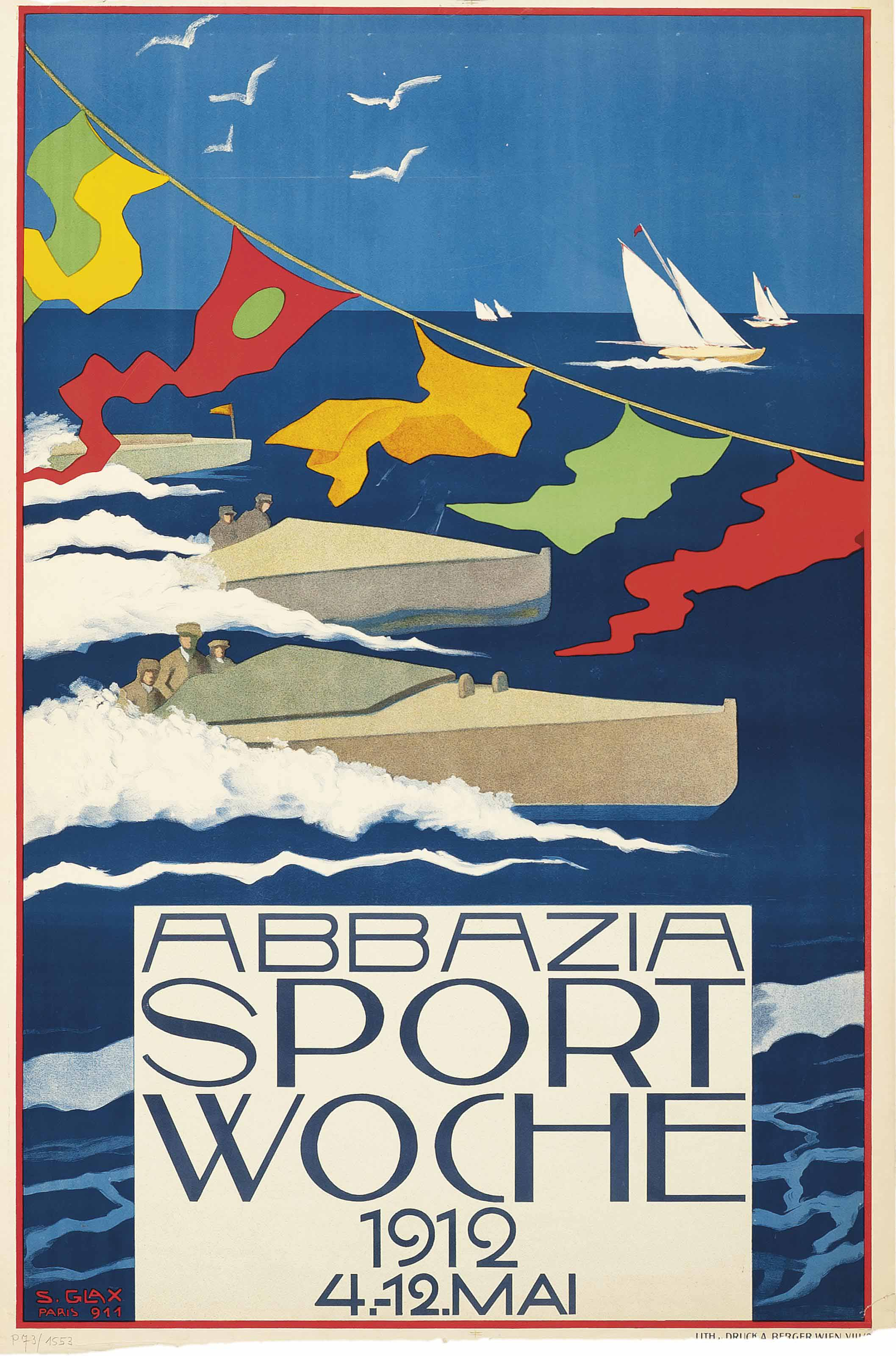
Plakat Abbazia Sport Woche

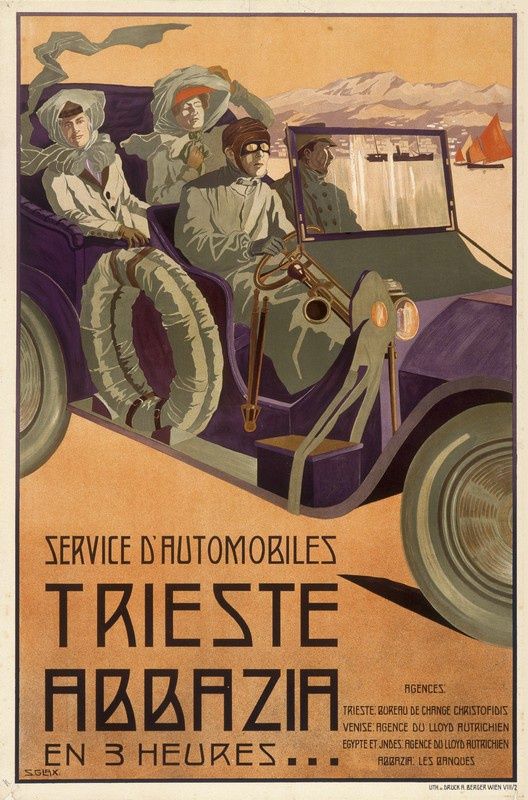
Plakat Service d'Automobiles Trieste Abbazia

Stephanie Glax erlangte vor allem als Werbegrafikerin und Illustratorin Bekanntheit. Stilistisch orientierte sie sich zunächst am Jugendstil. Ein Beispiel dafür ist ihr Zyklus Der Tag einer Dame aus elf Algraphien, den sie im letzten Studienjahr schuf und dessen Druck bei Artaria als Preis der Albert-Freiherr-von-Rothschild-Stiftung für Absolventen der Kunstgewerbeschule finanziert wurde. Ebenso wie ihre Algraphien-Mappe Abbazia (1906) weisen diese Arbeiten in quadratischem Format eine gedämpfte Farbigkeit und eine Spur Ironie auf.
Glax gestaltete eine Reihe von Grafiken, Plakaten und Broschüren, die der Tourismuswerbung für Abbazia dienten. Mit ihren Arbeiten prägte sie die Werbelinie der Stadt. Hervorzuheben ist ihr Plakat Abbazia Sport Woche (1912), das eine eindringliche, farblich klare Gestaltung aufweist. Hiermit überwand sie den Jugendstil zugunsten einer modernistischen Formensprache.
Werke von Glax befinden sich unter anderem in den Sammlungen der Albertina, Museum für angewandte Kunst (MAK), Wien Museum (Plakatsammlung), der Österreichischen Nationalbibliothek und der Universität für angewandte Kunst Wien.
Werke (Auswahl)
- Plakat Wintercurort und Seebad Abbazia, 1897/1899, Lithografie auf Papier, 110 × 79 cm, MAK
- Tourismusplakat für Sistiana, 1900, Farblithographie, 84 × 63 cm, Wien Museum
- Abbazia – Führer für Kurgäste, 1900–1914, Bücher, Einbandgestaltung, Buchschmuck, 20,5 × 12,5 cm, Privatsammlung Ljubljana
- Bad Ischl – Ein Führer für Kurgäste, 1901, Bücher, Einbandgestaltung, Buchschmuck, 22,2 × 12,6 cm, Privatsammlung Ljubljana
- Der Tag einer Dame, 1901, Buch mit 11 Algraphien, 59 × 43,5 cm, MAK
- Abbazia, 1906 Druck österreichische Staatsdruckerei und Ausstellung Wiener Galerie Heller, 10 Algraphien
- Selbstporträt, ca. 1908, Kohle, Kreide auf Papier, 47,9 × 37,1, Privatsammlung Ljubljana
- Werbemarke für Abbazia, 1911, Farblithografie auf Papier, 6,4 × 4,4, MAK
- Plakat Service d'Automobiles Trieste Abbazia, 1911, Farblithographie, 96 × 64 cm, Druck Albert Berger, Albertina
- Plakat Lázně Bělohrad, 1912, Farblithographie, 96 × 64 cm, Druck Albert Berger, Albertina
- Werbemarke zur Sportwoche Abbazia Mai 1912, 1912, Autotypie auf Papier, 5 × 3,9 cm, MAK
- Plakat Abbazia Sportwoche 1912 4.–12. Mai, 1912, Flachdruck auf Papier, 94 × 63 cm, MAK
- Im Theater Montparnasse in Paris, ca. 1922, Aquarell, Pastell auf Papier, 57,5 × 57,5, Privatsammlung Ljubljana

## Ausstellungen (Auswahl)
- 1904: Salon Pisko, Wien
- 1905: Frauenkunst-Ausstellung, Brünn
- 1907: Künstlerhaus Wien
- 1907, 1909/1910: 1913: Vereinigung Bildender Künstler Steiermarks
- 1914: Einzelausstellung Kunstsalon Heller, Wien
- 1931: Einzelausstellung Hotel Quarnero, Abbazia
- 2020: Ladies first! Künstlerinnen in und aus der Steiermark 1850–1950, Neue Galerie Graz